# Chana Kowalska
Chana Gitla Kowalska, także Anna Kowalska (ur. we Włocławku, zm. 1942 lub 1943) – polska malarka i działaczka kulturalna żydowskiego pochodzenia.

## Życiorys

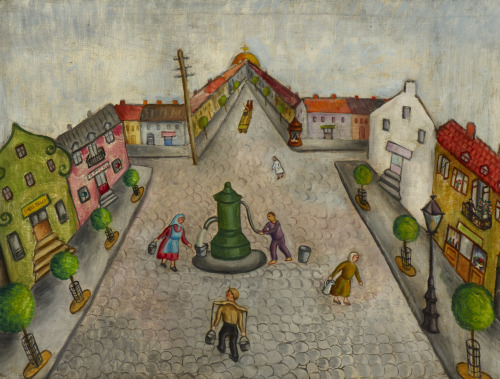
Sztetl, 1934

Jej data urodzin nie jest pewna: w zależności od źródła pojawia się 1899, 1904, a nawet 1907 rok. Urodziła się we Włocławku, w rodzinie senatora Jehudy Lejba Kowalskiego. Jej dom rodzinny był miejscem spotkań dla intelektualistów. Zaczęła rysować w wieku szesnastu lat. W 1922 roku wzięła udział w wystawach zbiorowych w Warszawie, po czym wyjechała do Berlina, gdzie pobierała lekcje malarstwa. W Niemczech poznała i wyszła za mąż za literata Barucha Winogórę. 
Po przeprowadzce do Paryża osiadła na Montparnasse, gdzie ze względu na brak własnej przestrzeni do pracy korzystała z pracowni zaprzyjaźnionych artystów. Należała do środowiska École de Paris, wystawiała m.in. w ramach Salonu Jesiennego (1930) i Salonu Niezależnych (1931). Jej naiwny styl malarstwa charakteryzował się silną kreską, wyrazistą gamą barwną i uproszczonymi sylwetkami: tymi środkami wyrazu oddawała przemijający świat dawnych sztetlów. W jej twórczości przypominającej malarstwo ludowe można znaleźć wiele podobieństw z dziełami Marca Chagalla. 
Kowalska angażowała się w działania lokalnego oddziału Kultur-Lige, z którym współorganizowała wystawę artystów żydowskich, związała się także z żydowskim środowiskiem komunistycznym. Pisała o sztuce do prasy żydowskiej, jej teksty ukazywały się na łamach paryskiego „Naje Pres”, argentyńskiego „Naj Teater”, czy polskiego „Literarisze Bleter”. Pełniła funkcję sekretarza związku żydowskich artystów i rzeźbiarzy. W 1937 roku wzięła udział w Kongresie Kultury Żydowskiej Jidiszer Kultur Farband. 
Podczas II wojny światowej działała we francuskim ruch oporu. Po zatrzymaniu przez Gestapo była więziona w paryskich więzieniach, po czym deportowano ją do Auschwitz-Birkenau. W zależności od źródeł zginęła w 1942 lub 1943 roku. 